# 清邁皇家大學

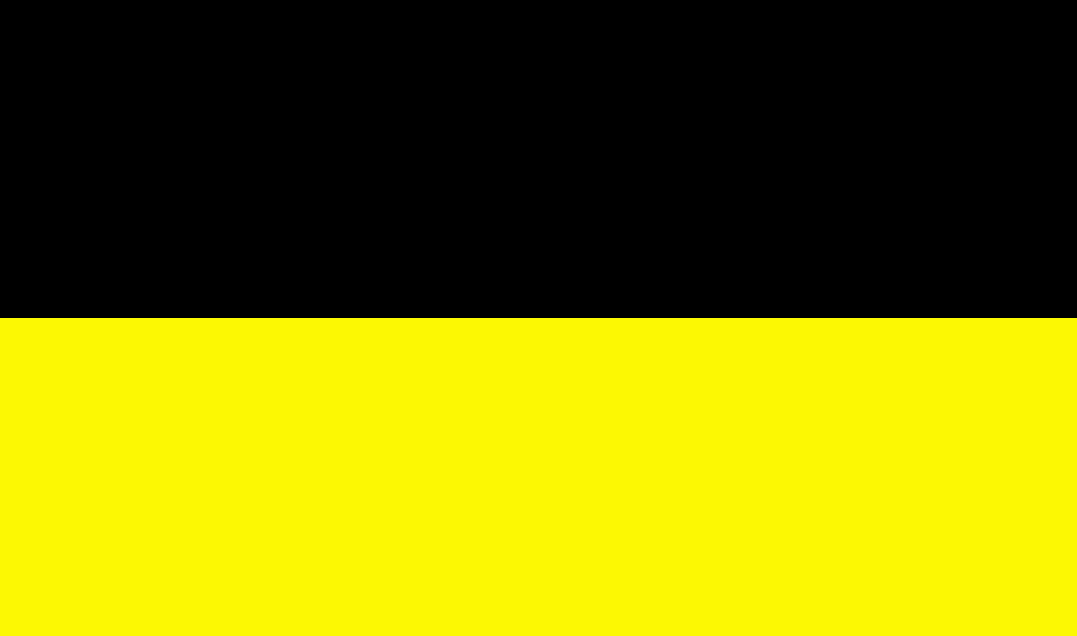

清邁皇家大學（縮寫作CMRU.）是泰国北部的一所受皇家泰國教育部監管的公立大學，也是泰國北部的第一所教育機構。成立於1924年5月1日，本校原來是一所鄉村教師訓練學院，根據當地需要進行各學科的學術研究並培養教師。1948年，本校改組成為清邁師範學院，並提供多個主科以供選修。1982年2月14日拉瑪九世六十歲生辰日子時獲加入泰國皇家大學系統。

## 外部連結
18°48′26″N 98°59′12″E / 18.80722°N 98.98667°E